# 칼로필룸과
칼로필룸과(Calophyllaceae)는 말피기아목에 속하는 속씨식물과의 하나이다. APG III 분류 체계에서 인정하고 있다. 이 과에 속하는 대부분의 속을 이전에는 클루시아과의 칼로필룸족(Calophylleae)으로 분류했다. 속씨식물 계통분류학 그룹(Angiosperm Phylogeny Group)은 이 속들을 분리하여 독립된 과로 분류했다.

## 하위 속
- Calophyllum
- Caraipa
- Clusiella
- Endodesmia
- Haploclathra
- Kayea
- Kielmeyera
- Lebrunia
- Mahurea
- 매미애플속(Mammea)
- Marila
- Mesua
- Neotatea
- Poeciloneuron